# Андроников, Ираклий Луарсабович
Ира́клий Луарса́бович Андро́ников (Андроникашви́ли; 15 [28] сентября 1908, Санкт-Петербург, Российская империя — 11 июня 1990, Москва, СССР) — советский писатель, литературовед, мастер художественного рассказа, телеведущий. Доктор филологических наук (1956). Народный артист СССР (1982). Лауреат Ленинской (1976) и Государственной премии СССР (1967).

## Биография
Ираклий Андроников родился 28 сентября 1908 года в Санкт-Петербурге. Отец Луарсаб Николаевич происходил из дворянской ветви грузинского рода Андроникашвили; мать — Екатерина Яковлевна Гуревич (дочь Я. Г. Гуревича и Любови Ивановны Ильиной) — из известной в Санкт-Петербурге семьи.
В 1918 году его отец был приглашён читать курс истории философии в Высшем педагогическом институте в Туле. Семья переехала на жительство в небольшую деревню под Тулой. В 1921 году семья на короткое время переехала в Москву и затем, в том же году, в Тифлис (ныне Тбилиси). В 1925 году окончил школу в Тифлисе и поступил на историко-филологический факультет Ленинградского университета и одновременно на словесное отделение Института истории искусств. Окончил университет в 1930 году с дипломом литработника с журнально-газетным уклоном.
С 1928 года начал выступать как лектор Ленинградской филармонии. С 1930 года был сотрудником юмористических журналов «Ёж» и «Чиж». С 1934 года работал библиографом в Государственной публичной библиотеке им. М. Е. Салтыкова-Щедрина.
В 1935 году переехал в Москву.
Ещё в годы учёбы в университете начал исследования творчества М. Ю. Лермонтова. В 1936 году опубликовал первую статью о М. Лермонтове в журнале «Труды Тифлисского университета», выпуск № 1. Статья называлась «К биографии М. Ю. Лермонтова». В 1939 году опубликовал книгу «Жизнь Лермонтова».
В 1939 году был принят в Союз писателей СССР.
В 1942 году работал литературным сотрудником газеты «Вперёд на врага» на Калининском фронте.
В 1947 году защитил кандидатскую диссертацию на тему «Разыскания о Лермонтове».
В 1948 году опубликовал следующую книгу о М. Лермонтове «Лермонтов. Новые разыскания». Продолжал писать и публиковать статьи и книги о М. Лермонтове: «Рассказы литературоведа» (1949), «Лермонтов» (1951), «Лермонтов. Исследования, статьи, рассказы» (1952), «Лермонтов в Грузии в 1837 году» (1955). Монография «Лермонтов в Грузии в 1837 году» была засчитана как докторская диссертация в Московском университете в 1956 году.
Первое публичное выступление как чтеца состоялось 7 февраля 1935 года в клубе писателей в Москве. В устных рассказах создал «портреты» писателей, артистов и других лиц, часто юмористически окрашенные («Варвара Захаровна», «Лекция о Пушкине», «В гостях у дяди», диалог А. Н. Толстого и С. Я. Маршака, встреча А. Н. Толстого с В. И. Качаловым и др.), точно воспроизводит осанку, жест, мимику, интонацию и тембр голоса изображаемого им лица, улавливает построение фразы, особенности мышления, черты, типичные для изображаемого им человека, и раскрывает существо характера своего героя. Его выступления стали пользоваться большой популярностью. Среди лучших работ 30-х годов: «Рассказ актёра» (1934), «Доктор Кикнадзе» (1937), «Телохранитель императрицы» (1938). В конце 30-х годов выступил с изображениями музыковеда И. И. Соллертинского и дирижёра Ф. Штидри. Среди работ 40—50-х годов — рассказы об А. А. Остужеве, «Земляк Лермонтова», новая серия «портретов» писателей и учёных — Е. В. Тарле, О. Ю. Шмидт, А. А. Фадеев, Вс. В. Иванов, В. Б. Шкловский и др. В рассказах последних лет углубляется характеристика героев, усиливаются черты обобщения, повествовательное начало.
7 июня 1954 года впервые выступил на Центральном телевидении Гостелерадио СССР с циклом рассказов «Ираклий Андроников рассказывает». Было снято несколько фильмов, в которых он читал свои устные рассказы: «Загадка Н. Ф. И.», «Страницы большого искусства», «Портреты неизвестных», «Слово Андроникова».
В 1964 году опубликовал книгу «Лермонтов. Исследования и находки», в которой обобщил итоги своих многолетних историко-литературных изысканий. Будучи членом редакционной коллегии, принимал самое активное участие в создании «Лермонтовской энциклопедии», вышедшей в 1981 году под редакцией Виктора Мануйлова, причём право написать вступительную статью к изданию Мануйлов уступил именно Ираклию Андроникову. В том же году принял активное участие в открытии дома-музея Лермонтова на Малой Молчановке, 2.
С 1949 года — член ВКП(б).
В 1984 году был удостоен премии «Золотой телёнок» «Литературной газеты» («Клуба 12 стульев»).
Много лет страдал от болезни Паркинсона.
Умер 11 июня (по другим источникам — 13 июня) 1990 года на 82-м году жизни в Москве. Похоронен на Введенском кладбище (18 уч.).

## Дело № 4246
В декабре 1931 года 23-летний И. Андроников, работавший секретарем детского сектора Госиздата, был арестован по делу № 4246 вместе с представителями ОБЭРИУ. По обвинению в создании антисоветской нелегальной группировки литераторов в детском отделе Госиздата были также арестованы поэты-обэриуты Даниил Хармс, Александр Введенский и Игорь Бахтерев, художник Николай Воронич, преподаватель Петр Калашников и поэт Александр Туфанов.
Все арестованные давали показания под следствием и обличали собственную деятельность как антисоветскую. Дело детского сектора Госиздата в сравнении с чуть более поздними процессами выглядит сравнительно «безобидным». Обвинения, которые через пять лет безоговорочно тянули бы на расстрел, привели к, если пользоваться термином Ахматовой, «вегетарианским» приговорам. Так, для Хармса и Введенского наказание ограничилось непродолжительным заключением и высылкой, но уже к концу 1932 года они возвращаются в Ленинград. Как известно, в 1941 году Даниил Хармс и Александр Введенский были арестованы и вскоре погибли (Хармс — в психиатрическом отделении больницы ленинградских «Крестов», Введенский — на этапе из Харькова в Казань), но обвинения в том случае не имели прямого отношения к их литературной деятельности.
В деле отсутствует обвинение в отношении И. Андроникова. Более того, уже 29 января 1932 года, чуть больше чем через месяц ареста, было подписано постановление о его освобождении из-под стражи. В итоге, его дело — единственное из всех — было прекращено «за недоказанностью». Предположительно, освобождению из заключения мог способствовать Шалва Элиава, к которому обратился отец Андроникова.

## Семья
- Дед — Яков Григорьевич Гуревич (1843—1906), историк, педагог.
  - Дядя — Яков Яковлевич Гуревич (1869—1942), писатель, педагог.
  - Тётя — Любовь Яковлевна Гуревич (1866—1940), писательница, театральный и литературный критик, переводчик, публицист и общественный деятель.
  - Мать — Екатерина Яковлевна Гуревич, происходила из известной петербургской семьи.
  - Отец — Луарсаб Николаевич Андроников (1872—1939), присяжный поверенный.
    - Сестра — Елизавета Луарсабовна Андроникова (1901—1985), директор библиотеки Главной геофизической обсерватории имени А. И. Воейкова (Санкт-Петербург).
    - Сестра — Ирина Луарсабовна Андроникова (1906—?).
    - Брат — Элевтер Луарсабович Андроникашвили (1910—1989), грузинский физик, доктор физических наук, академик АН Грузинской ССР, директор Института физики АН ГССР.
- Жена — Вивиана Абелевна Робинзон (1910—1995), актриса, работала в Театре-студии под руководством Р. Н. Симонова.
  - Дочь — Манана Ираклиевна Андроникова (1936—1975), искусствовед.
  - Дочь — Екатерина Ираклиевна Андроникова (род. 1948[16]), телеведущая, журналист.

## Награды и звания
Почётные звания:
- Доктор филологических наук (1956)
- Заслуженный деятель искусств РСФСР (1959)
- Заслуженный деятель искусств Грузинской ССР (1961)
- Народный артист СССР (1982)

Государственные премии:
- Государственная премия СССР (1967) — за книгу «Лермонтов. Исследования и находки»
- Ленинская премия в области литературы, искусства и архитектуры (1976) — за телевизионные фильмы последних лет: «Воспоминания о Большом зале», «Концерт в Ленинградской филармонии», «Слово Андроникова»[17].

Ордена и медали:
- Орден Ленина (1978)
- Орден Отечественной войны II степени (1985)
- Орден Трудового Красного Знамени (1968)
- Орден Дружбы народов (1984)
- Орден Красной Звезды (1943)
- Медаль «За победу над Германией в Великой Отечественной войне 1941—1945 гг.»
- Медаль «Двадцать лет Победы в Великой Отечественной войне 1941—1945 гг.»
- Медаль «Тридцать лет Победы в Великой Отечественной войне 1941—1945 гг.»
- Медаль «Сорок лет Победы в Великой Отечественной войне 1941—1945 гг.»
- Медаль «50 лет Вооружённых Сил СССР»
- Медаль «60 лет Вооружённых Сил СССР»
- Медаль «70 лет Вооружённых Сил СССР»
- Медаль «За доблестный труд. В ознаменование 100-летия со дня рождения Владимира Ильича Ленина»

Прочие награды:
- В честь И. Андроникова названа малая планета 2294 Andronikov.

## Фильмография
- 1959 — Загадка Н. Ф. И. (историко-познавательный фильм) — главная роль (также сценарист совм. с С. Владимирским)
- 1961 — Суд сумасшедших — озвучивание, от автора
- 1964 — Ираклий Андроников рассказывает — ведущий (также сценарист совм. с А. Донатовым)
- 1971 — Первый раз на эстраде (документальный)
- 1959-1988 — Ираклий Андроников. Слово Андроникова. (Документальный фильм, 1959-1988). Сборник из восьми фильмов. Записи разных лет из архивов киностудии Мосфильм и Ленинградского телевидения.

## Факты
- Ираклий Андроников был также известен как имитатор голосов. С. Дрейден рассказывал:

Дом писателей был открыт в канун 1935 года, и одним из «главных козырей» открытия действительно явился писательский театр марионеток. Для начала каждого дела положено торжественное заседание. «Торжественное заседание» — так и называлось юмористическое обозрение, придуманное и написанное Евгением Шварцем и разыгранное марионетками. 

Всем, кому удалось быть в тот предновогодний вечер на этом озорном и талантливом спектакле, наверняка надолго запомнилась вся неожиданность сценического эффекта, когда на просцениуме появилась марионеточная фигура А. Н. Толстого, точь-в-точь до смешного похожая на него самого, сидевшего в зале. И мы услыхали — не из зала, а со сцены — характерные толстовские интонации. Удивляться было нечему — за кукольного Толстого и за других персонажей представления говорил такой мастер живого литературного портрета, как только ещё входивший в славу Ираклий Андроников.
 <…>
Выезжает на верблюде неутомимый путешественник по среднеазиатским республикам Николай Тихонов, возглавлявший в те годы ленинградскую писательскую организацию. Поёт куплеты автор романа «Девять точек» Михаил Козаков. Доходит очередь до Чуковского и Маршака.

Само появление их в виде непрестанно раскланивающихся друг перед другом марионеток зал встретил дружным хохотом. Не отставал от других и Корней Иванович.— 
- Ираклий Андронников упоминается в рассказе Колина Уилсона «Возвращение ллойгор», входящего в цикл «Мифы Ктулху»[19].

### Об И. Л. Андроникове
- Притяжение Андроникова. Статьи. Очерки. Воспоминания. / Сост. Е. Н. Шелухина. — СПб.: Центр гуманитарных инициатив, 2015. — ISBN 978-5-98712-517-12